# Callionima elegans
Callionima elegans är en fjärilsart som beskrevs av Gehlen. 1935. Callionima elegans ingår i släktet Callionima och familjen svärmare. Inga underarter finns listade i Catalogue of Life.